# Victor Gairy Aasmul
Victor Gairy Aasmul (født 8. april 1999) er en dansk kajakroer, der har deltaget ved OL 2024 i Paris. 
Han var med til at vinde sølv ved U/23-VM i 2019 i firerkajak over 500 m. Siden har han roet firerkajak sammen med Lasse Bro Madsen, Morten Graversen og Magnus Sibbersen, og denne firer blev nummer fem ved VM i 2023. Denne præstation resulterede i udtagelse til OL 2024. Her nåede de fire semifinalen, hvor de dog blev sidst i deres heat.

## Andre aktiviteter
Aasmul deltog i sæson 21 af Vild med dans. Han skal dansede med Mille Funk.